# Чаг-Бар
Чаг-Бар (перс. چاه بار) — село в Ірані, у дегестані Баят, у бахші Новбаран, шагрестані Саве остану Марказі. За даними перепису 2006 року, його населення становило 46 осіб, що проживали у складі 13 сімей.

## Клімат
Середня річна температура становить 11,25°C, середня максимальна – 30,80°C, а середня мінімальна – -11,04°C. Середня річна кількість опадів – 268 мм.
| Клімат поселення                              | Клімат поселення | Клімат поселення | Клімат поселення | Клімат поселення | Клімат поселення | Клімат поселення | Клімат поселення | Клімат поселення | Клімат поселення | Клімат поселення | Клімат поселення | Клімат поселення | Клімат поселення |
| Показник                                      | Січ.             | Лют.             | Бер.             | Квіт.            | Трав.            | Черв.            | Лип.             | Серп.            | Вер.             | Жовт.            | Лист.            | Груд.            |                  |
| Середній максимум, °C                         | 5,21             | 6,75             | 12,28            | 18,33            | 23,12            | 29,03            | 30,80            | 30,53            | 25,72            | 19,61            | 12,70            | 6,80             |                  |
| Середня температура, °C                       | −2,92            | −1,38            | 4,14             | 10,20            | 15,00            | 20,91            | 24,63            | 24,34            | 19,55            | 13,43            | 6,54             | 0,62             |                  |
| Середній мінімум, °C                          | −11,04           | −9,51            | −3,99            | 2,06             | 6,87             | 12,77            | 18,45            | 18,16            | 13,36            | 7,24             | 0,34             | −5,56            |                  |
| Норма опадів, мм                              | 36               | 35               | 47               | 40               | 33               | 5                | 1                | 1                | 0                | 11               | 23               | 36               |                  |
| Середньомісячна швидкість вітру, м/с          | 1.95             | 2.52             | 3.07             | 3.26             | 2.67             | 2.50             | 2.55             | 2.42             | 2.20             | 2.15             | 1.70             | 1.99             |                  |
| Середньомісячна сонячна радіація, кДж/м²·день | 8568             | 11440            | 14249            | 17803            | 21958            | 26560            | 25917            | 23689            | 20270            | 14685            | 10497            | 8371             |                  |
| --------------------------------------------- | ---------------- | ---------------- | ---------------- | ---------------- | ---------------- | ---------------- | ---------------- | ---------------- | ---------------- | ---------------- | ---------------- | ---------------- | ---------------- |
| Джерело:                                      |                  |                  |                  |                  |                  |                  |                  |                  |                  |                  |                  |                  |                  |